# World Series of Poker 2021
Die World Series of Poker 2021 war die 52. Austragung der Poker-Weltmeisterschaft und fand vom 30. September bis 23. November 2021 letztmals im Rio All-Suite Hotel and Casino in Paradise am Las Vegas Strip statt.

## Turniere

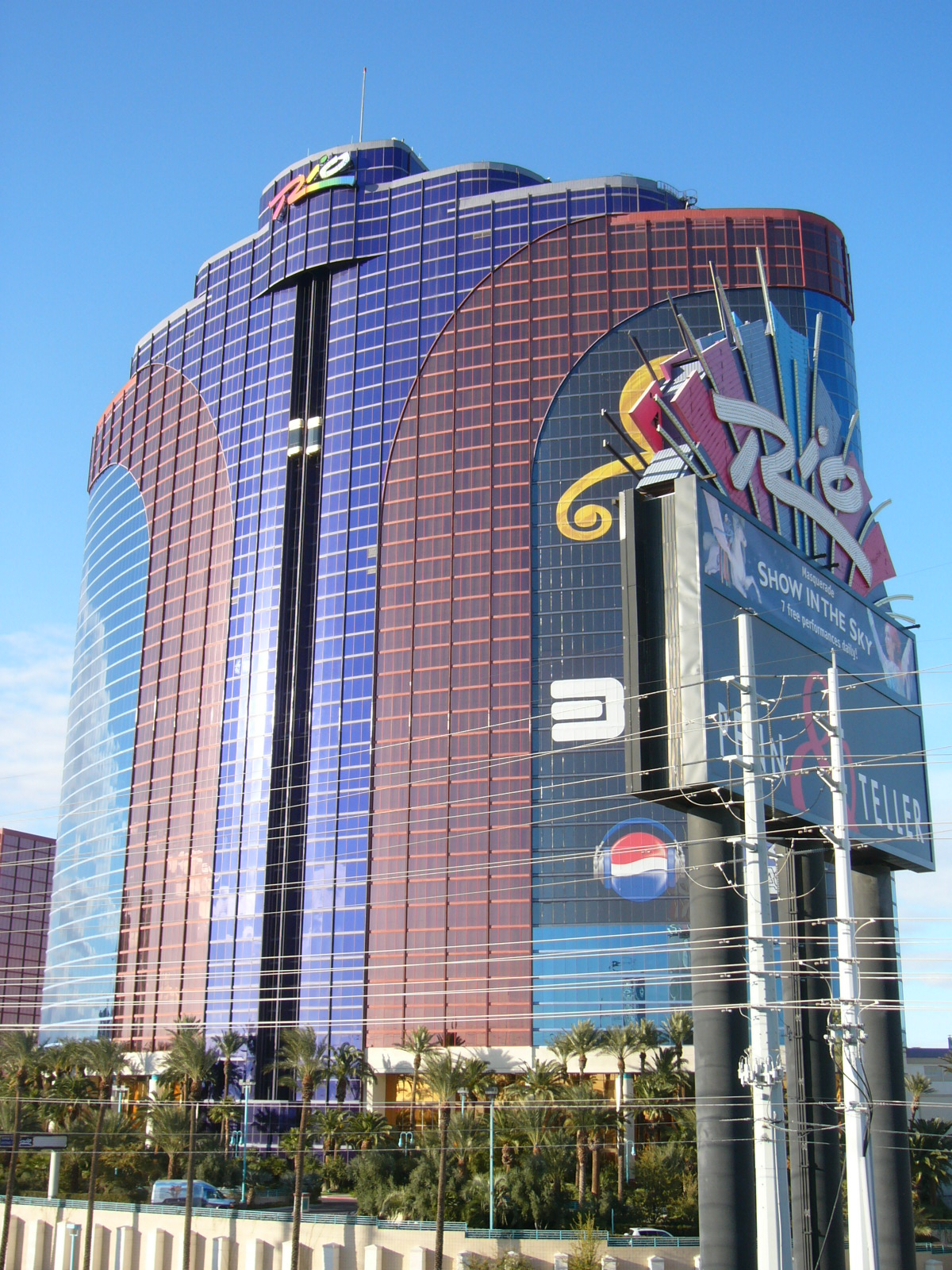
Das Rio All-Suite Hotel and Casino am Las Vegas Strip

### Struktur
Der vollständige Turnierplan wurde im Juni 2021 veröffentlicht. Insgesamt standen 88 Pokerturniere in den Varianten Texas Hold’em, Omaha Hold’em, Seven Card Stud, Razz, 2-7 Triple Draw sowie in den gemischten Varianten H.O.R.S.E., Big Bet Mix, 8-Game und 9-Game auf dem Turnierplan. Der Buy-in lag zwischen 400 und 250.000 US-Dollar. Alle 25 Turniere mit einem Buy-in von mindestens 10.000 US-Dollar zählten zur PokerGO Tour, deren erfolgreichster Spieler eine zusätzliche Prämie von 200.000 US-Dollar erhielt. Darüber hinaus wurden sonntags insgesamt 10 Events online auf der Plattform WSOP.com sowie eines bei WSOP.com PA ausgespielt. Für einen Turniersieg erhielten die Spieler neben dem Preisgeld ein Bracelet. Mit Lara Eisenberg und Leo Margets waren zwei Frauen siegreich; Anthony Zinno, Kevin Gerhart, Josh Arieh, Scott Ball, Jeremy Ausmus und Michael Addamo gewannen zwei Bracelets.

### Turnierplan

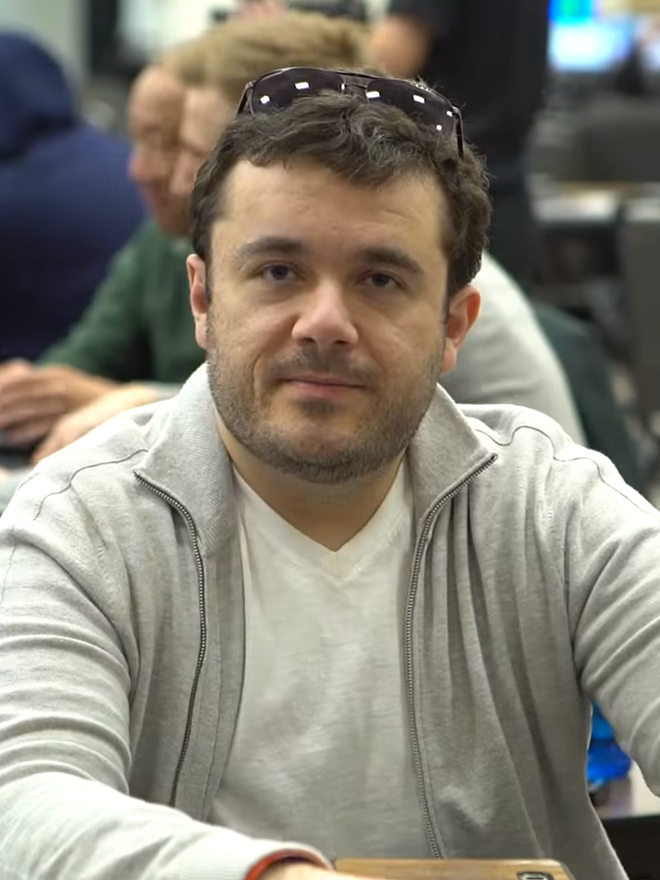
Anthony Zinno wurde zum ersten doppelten Braceletgewinner dieser Turnierserie

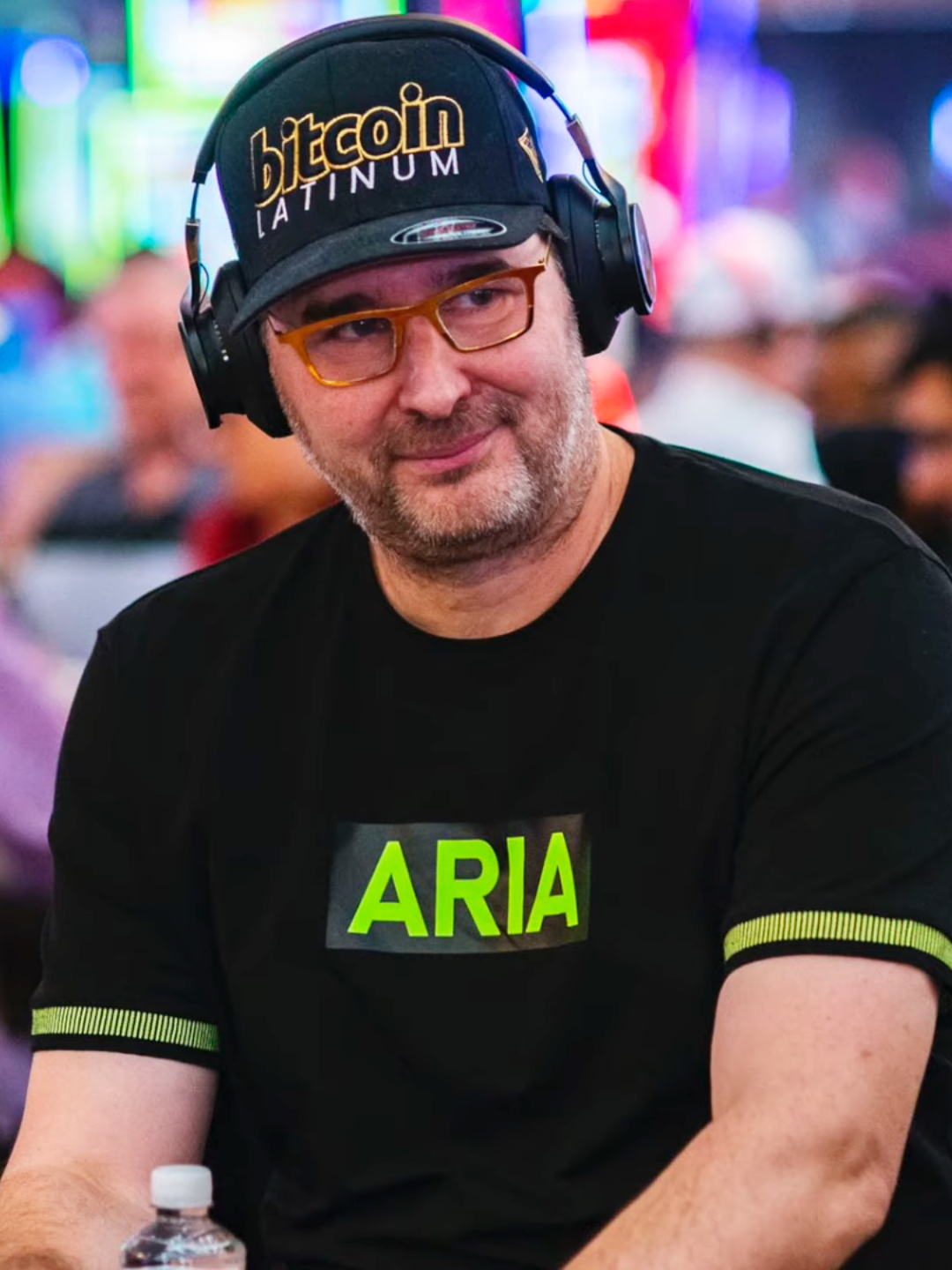
Rekordsieger Phil Hellmuth sicherte sich sein 16. Bracelet

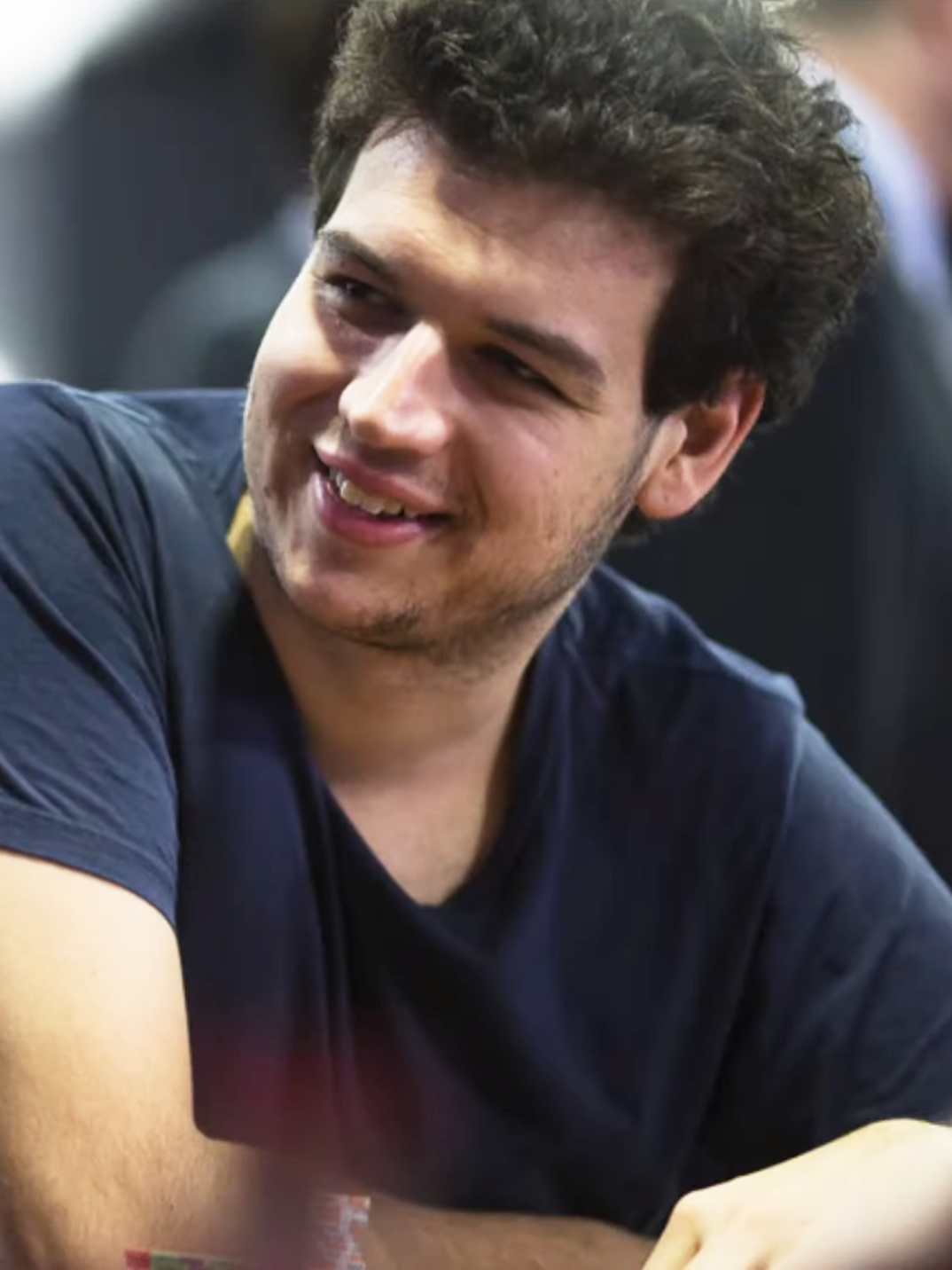
Michael Addamo sicherte sich mit Siegen bei zwei High-Roller-Events seine Bracelets drei und vier

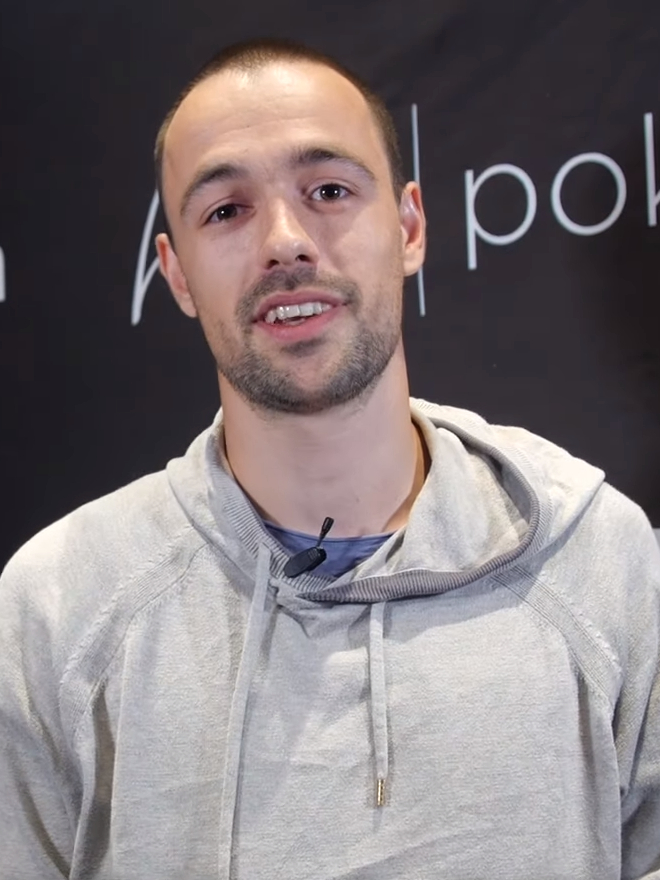
Ole Schemion setzte sich beim Poker Hall of Fame Bounty durch

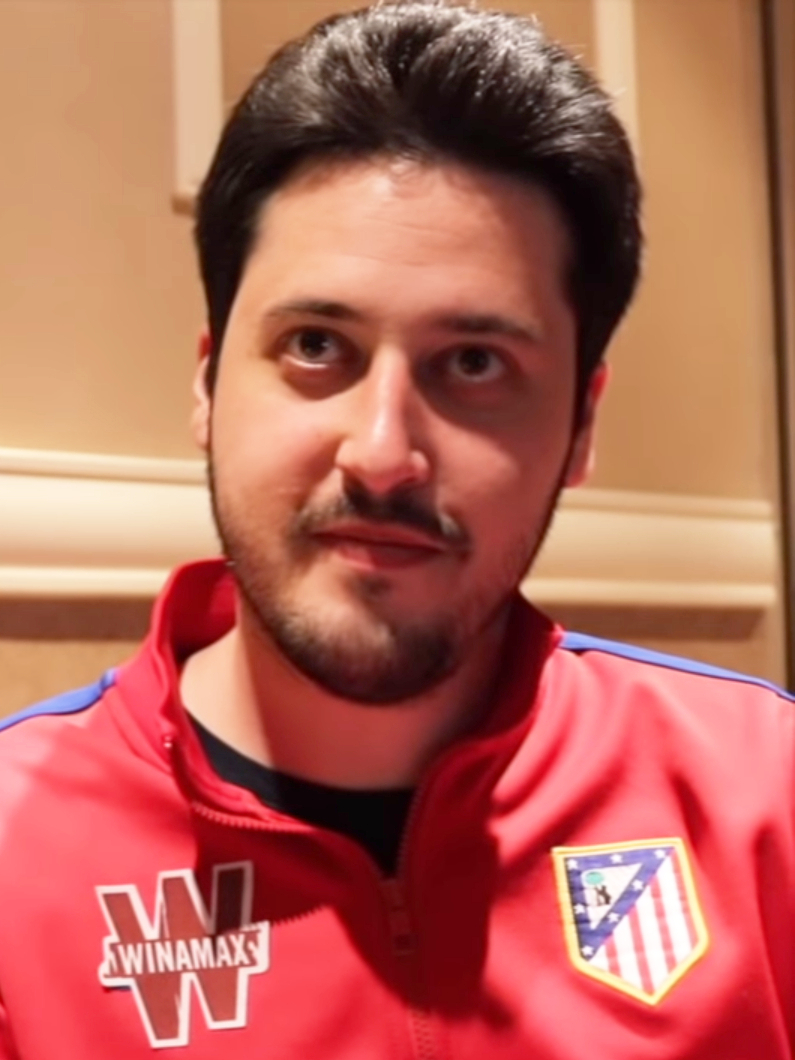
Adrián Mateos siegte beim Super High Roller

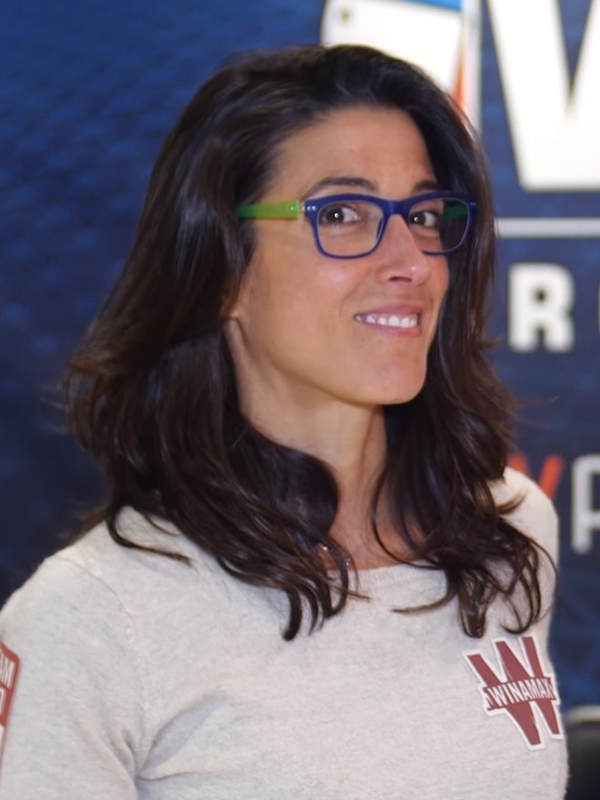
Leo Margets gewann als einzige Frau ein für alle Spieler offenes Event

Im Falle eines mehrfachen Braceletgewinners gibt die Zahl hinter dem Spielernamen an, das wievielte Bracelet in diesem Turnier gewonnen wurde.
| #  | Buy-in (in $) | Turnier                                                                 | Turnierbeginn | Teilnehmer | Sieger                    | Sieger                    | Herkunft               | Herkunft               | Preisgeld (in $) |
| -- | ------------- | ----------------------------------------------------------------------- | ------------- | ---------- | ------------------------- | ------------------------- | ---------------------- | ---------------------- | ---------------- |
| 1  | 000.500       | Casino Employees No-Limit Hold’em                                       | 30. Sep. 2021 | 00.419     | James Barnett             | James Barnett             | Vereinigte Staaten     | Vereinigte Staaten     | 0.039.013        |
| 2  | 025.000       | H.O.R.S.E.                                                              | 30. Sep. 2021 | 00.078     | Jesse Klein               | Jesse Klein               | Vereinigte Staaten     | Vereinigte Staaten     | 0.552.182        |
| 3  | 001.000       | Covid-19 Relief No-Limit Hold’em Charity Event                          | 30. Sep. 2021 | 00.260     | Jeremy Ausmus (2)         | Jeremy Ausmus (2)         | Vereinigte Staaten     | Vereinigte Staaten     | 0.048.687        |
| 4  | 000.500       | The Reunion No-Limit Hold’em                                            | 1. Okt. 2021  | 12.973     | Long Ma                   | Long Ma                   | Vereinigte Staaten     | Vereinigte Staaten     | 0.513.604        |
| 5  | 001.500       | Omaha Hi-Lo 8 or Better                                                 | 1. Okt. 2021  | 00.607     | Connor Drinan (2)         | Connor Drinan (2)         | Vereinigte Staaten     | Vereinigte Staaten     | 0.163.252        |
| 6  | 025.000       | High Roller No-Limit Hold’em 8-Handed                                   | 2. Okt. 2021  | 00.135     | Tyler Cornell             | Tyler Cornell             | Vereinigte Staaten     | Vereinigte Staaten     | 0.833.289        |
| 7  | 001.500       | Dealers Choice 6-Handed                                                 | 3. Okt. 2021  | 00.307     | Jaswinder Lally           | Jaswinder Lally           | Kanada                 | Kanada                 | 0.097.915        |
| 8  | 000.600       | No-Limit Hold’em Deepstack                                              | 4. Okt. 2021  | 04.527     | Zhi Wu                    | Zhi Wu                    | Vereinigte Staaten     | Vereinigte Staaten     | 0.281.406        |
| 9  | 010.000       | Omaha Hi-Lo 8 or Better Championship                                    | 4. Okt. 2021  | 00.134     | Ari Engel (2)             | Ari Engel (2)             | Kanada                 | Kanada                 | 0.317.076        |
| 10 | 001.000       | Super Turbo Bounty No-Limit Hold’em (freezeout)                         | 5. Okt. 2021  | 01.640     | Michael Perrone           | Michael Perrone           | Vereinigte Staaten     | Vereinigte Staaten     | 0.152.173        |
| 11 | 025.000       | Heads Up No-Limit Hold’em Championship                                  | 5. Okt. 2021  | 00.057     | Jason Koon                | Jason Koon                | Vereinigte Staaten     | Vereinigte Staaten     | 0.243.981        |
| 12 | 001.500       | Limit Hold’em                                                           | 5. Okt. 2021  | 00.422     | Yuval Bronshtein (2)      | Yuval Bronshtein (2)      | Israel                 | Israel                 | 0.124.374        |
| 13 | 003.000       | Freezeout No-Limit Hold’em                                              | 6. Okt. 2021  | 00.720     | Harvey Mathews            | Harvey Mathews            | Vereinigte Staaten     | Vereinigte Staaten     | 0.371.914        |
| 14 | 001.500       | Seven Card Stud                                                         | 6. Okt. 2021  | 00.261     | Rafael Lebron (2)         | Rafael Lebron (2)         | Vereinigte Staaten     | Vereinigte Staaten     | 0.082.262        |
| 15 | 001.500       | 6-Handed No-Limit Hold’em                                               | 7. Okt. 2021  | 01.450     | Bradley Jansen            | Bradley Jansen            | Vereinigte Staaten     | Vereinigte Staaten     | 0.313.403        |
| 16 | 010.000       | Limit Hold’em Championship                                              | 7. Okt. 2021  | 00.092     | John Monnette (4)         | John Monnette (4)         | Vereinigte Staaten     | Vereinigte Staaten     | 0.245.680        |
| 17 | 001.500       | Millionaire Maker No-Limit Hold’em                                      | 8. Okt. 2021  | 05.326     | Daniel Lazrus (2)         | Daniel Lazrus (2)         | Vereinigte Staaten     | Vereinigte Staaten     | 1.000.000        |
| 18 | 002.500       | Mixed Triple Draw Lowball (Limit)                                       | 8. Okt. 2021  | 00.253     | Vladimir Peck             | Vladimir Peck             | Vereinigte Staaten     | Vereinigte Staaten     | 0.134.390        |
| 19 | 010.000       | Seven Card Stud Championship                                            | 9. Okt. 2021  | 00.062     | Anthony Zinno (3)         | Anthony Zinno (3)         | Vereinigte Staaten     | Vereinigte Staaten     | 0.182.872        |
| 20 | 001.000       | Flip & Go No Limit Hold’em Presented by GGPoker                         | 10. Okt. 2021 | 01.232     | Dejuante Alexander        | Dejuante Alexander        | Vereinigte Staaten     | Vereinigte Staaten     | 0.180.665        |
| 21 | 001.500       | Mixed Pot-Limit Omaha Hi-Lo 8 or Better; Omaha Hi Lo 8 or Better; Big O | 10. Okt. 2021 | 00.640     | Dylan Linde               | Dylan Linde               | Vereinigte Staaten     | Vereinigte Staaten     | 0.170.269        |
| 22 | 001.000       | Ladies No-Limit Hold’em Championship                                    | 11. Okt. 2021 | 00.644     | Lara Eisenberg            | Lara Eisenberg            | Vereinigte Staaten     | Vereinigte Staaten     | 0.115.694        |
| 23 | 001.500       | Eight Game Mix 6-Handed                                                 | 11. Okt. 2021 | 00.484     | Ryan Leng (3)             | Ryan Leng (3)             | Vereinigte Staaten     | Vereinigte Staaten     | 0.137.969        |
| 24 | 000.600       | Pot-Limit Omaha Deepstack (8-Handed)                                    | 12. Okt. 2021 | 01.573     | Michael Prendergast       | Michael Prendergast       | Vereinigte Staaten     | Vereinigte Staaten     | 0.127.428        |
| 25 | 005.000       | 6-Handed No-Limit Hold’em                                               | 12. Okt. 2021 | 00.604     | Scott Ball                | Scott Ball                | Vereinigte Staaten     | Vereinigte Staaten     | 0.562.667        |
| 26 | 001.000       | Freezeout No-Limit Hold’em                                              | 13. Okt. 2021 | 01.358     | Dalibor Dula              | Dalibor Dula              | Tschechien             | Tschechien             | 0.199.227        |
| 27 | 001.500       | H.O.R.S.E.                                                              | 13. Okt. 2021 | 00.594     | Anthony Zinno (4)         | Anthony Zinno (4)         | Vereinigte Staaten     | Vereinigte Staaten     | 0.160.636        |
| 28 | 001.000       | Pot-Limit Omaha 8-Handed                                                | 14. Okt. 2021 | 01.069     | Dylan Weisman             | Dylan Weisman             | Vereinigte Staaten     | Vereinigte Staaten     | 0.166.461        |
| 29 | 010.000       | Short Deck No-Limit Hold’em                                             | 14. Okt. 2021 | 00.066     | Chance Kornuth (3)        | Chance Kornuth (3)        | Vereinigte Staaten     | Vereinigte Staaten     | 0.194.670        |
| 30 | 001.500       | Monster Stack No-Limit Hold’em (freezeout)                              | 15. Okt. 2021 | 03.520     | Michael Noori             | Michael Noori             | Vereinigte Staaten     | Vereinigte Staaten     | 0.610.347        |
| 31 | 001.500       | No-Limit 2-7 Lowball Draw                                               | 15. Okt. 2021 | 00.272     | Phil Hellmuth (16)        | Phil Hellmuth (16)        | Vereinigte Staaten     | Vereinigte Staaten     | 0.084.851        |
| 32 | 003.000       | H.O.R.S.E.                                                              | 16. Okt. 2021 | 00.282     | James Collopy (2)         | James Collopy (2)         | Vereinigte Staaten     | Vereinigte Staaten     | 0.172.823        |
| 33 | 000.800       | 8-Handed No-Limit Hold’em Deepstack                                     | 17. Okt. 2021 | 02.778     | Ran Koller                | Ran Koller                | Israel                 | Israel                 | 0.269.478        |
| 34 | 001.500       | Limit 2-7 Lowball Triple Draw                                           | 17. Okt. 2021 | 00.285     | David „Bakes“ Baker (3)   | David „Bakes“ Baker (3)   | Vereinigte Staaten     | Vereinigte Staaten     | 0.087.837        |
| 35 | 000.500       | Freezeout No-Limit Hold’em                                              | 18. Okt. 2021 | 02.930     | Anthony Koutsos           | Anthony Koutsos           | Vereinigte Staaten     | Vereinigte Staaten     | 0.167.272        |
| 36 | 010.000       | Dealers Choice 6-Handed Championship                                    | 18. Okt. 2021 | 00.093     | Adam Friedman (4)         | Adam Friedman (4)         | Vereinigte Staaten     | Vereinigte Staaten     | 0.248.350        |
| 37 | 001.500       | Super Turbo Bounty No-Limit Hold’em (freezeout)                         | 19. Okt. 2021 | 01.441     | Karolis Sereika           | Karolis Sereika           | Litauen                | Litauen                | 0.195.310        |
| 38 | 050.000       | High Roller No-Limit Hold’em 8-Handed                                   | 19. Okt. 2021 | 00.081     | Michael Addamo (3)        | Michael Addamo (3)        | Australien             | Australien             | 1.132.968        |
| 39 | 001.500       | Pot-Limit Omaha (8-Handed)                                              | 20. Okt. 2021 | 00.821     | Josh Arieh (3)            | Josh Arieh (3)            | Vereinigte Staaten     | Vereinigte Staaten     | 0.204.766        |
| 40 | 010.000       | H.O.R.S.E. Championship                                                 | 20. Okt. 2021 | 00.149     | Kevin Gerhart (3)         | Kevin Gerhart (3)         | Vereinigte Staaten     | Vereinigte Staaten     | 0.361.124        |
| 41 | 002.500       | Freezeout No-Limit Hold’em                                              | 21. Okt. 2021 | 00.896     | Carlos Chang              | Carlos Chang              | Taiwan                 | Taiwan                 | 0.364.589        |
| 42 | 001.500       | Razz                                                                    | 21. Okt. 2021 | 00.311     | Bradley Ruben (3)         | Bradley Ruben (3)         | Vereinigte Staaten     | Vereinigte Staaten     | 0.099.188        |
| 43 | 001.000       | Double Stack No-Limit Hold’em                                           | 22. Okt. 2021 | 03.991     | Anthony Denove            | Anthony Denove            | Vereinigte Staaten     | Vereinigte Staaten     | 0.446.983        |
| 44 | 003.000       | 6-Handed Limit Hold’em                                                  | 22. Okt. 2021 | 00.162     | Ryan Hansen               | Ryan Hansen               | Vereinigte Staaten     | Vereinigte Staaten     | 0.109.692        |
| 45 | 010.000       | Pot-Limit Omaha 8-Handed Championship                                   | 23. Okt. 2021 | 00.344     | Tommy Le (2)              | Tommy Le (2)              | Vereinigte Staaten     | Vereinigte Staaten     | 0.746.477        |
| 46 | 000.800       | No-Limit Hold’em Deepstack                                              | 24. Okt. 2021 | 02.053     | Chad Norton               | Chad Norton               | Vereinigte Staaten     | Vereinigte Staaten     | 0.214.830        |
| 47 | 005.000       | Freezeout No-Limit Hold’em 8-Handed                                     | 24. Okt. 2021 | 00.421     | Alexandre Réard           | Alexandre Réard           | Frankreich             | Frankreich             | 0.428.694        |
| 48 | 001.500       | Shootout No-Limit Hold’em                                               | 25. Okt. 2021 | 00.800     | Gershon Distenfeld        | Gershon Distenfeld        | Vereinigte Staaten     | Vereinigte Staaten     | 0.204.063        |
| 49 | 010.000       | No-Limit 2-7 Lowball Draw Championship                                  | 25. Okt. 2021 | 00.122     | Farzad Bonyadi (4)        | Farzad Bonyadi (4)        | Vereinigte Staaten     | Vereinigte Staaten     | 0.297.051        |
| 50 | 000.600       | Mixed No-Limit Hold’em/Pot-Limit Omaha Deepstack 8-Handed               | 26. Okt. 2021 | 01.569     | Darrin Wright             | Darrin Wright             | Vereinigte Staaten     | Vereinigte Staaten     | 0.127.219        |
| 51 | 003.000       | 6-Handed No-Limit Hold’em                                               | 26. Okt. 2021 | 00.997     | Brian Rast (5)            | Brian Rast (5)            | Vereinigte Staaten     | Vereinigte Staaten     | 0.474.102        |
| 52 | 001.000       | Seniors No-Limit Hold’em Championship                                   | 27. Okt. 2021 | 05.404     | Robert McMillan           | Robert McMillan           | Vereinigte Staaten     | Vereinigte Staaten     | 0.561.060        |
| 53 | 025.000       | High Roller Pot-Limit Omaha (8-Handed)                                  | 27. Okt. 2021 | 00.212     | Shaun Deeb (5)            | Shaun Deeb (5)            | Vereinigte Staaten     | Vereinigte Staaten     | 1.251.860        |
| 54 | 002.500       | Nine Game Mix 6-Handed                                                  | 28. Okt. 2021 | 00.319     | Nicholas Julia            | Nicholas Julia            | Vereinigte Staaten     | Vereinigte Staaten     | 0.168.608        |
| 55 | 000.400       | Colossus No-Limit Hold’em                                               | 29. Okt. 2021 | 09.399     | Anatoli Syrin (2)         | Anatoli Syrin (2)         | Russland               | Russland               | 0.314.705        |
| 56 | 010.000       | 6-Handed No-Limit Hold’em Championship                                  | 29. Okt. 2021 | 00.329     | Ben Yu (4)                | Ben Yu (4)                | Vereinigte Staaten     | Vereinigte Staaten     | 0.721.453        |
| 57 | 010.000       | Limit 2-7 Lowball Triple Draw Championship                              | 30. Okt. 2021 | 00.080     | Brian Yoon (4)            | Brian Yoon (4)            | Vereinigte Staaten     | Vereinigte Staaten     | 0.240.341        |
| 58 | 001.000       | Super Seniors No-Limit Hold’em                                          | 31. Okt. 2021 | 01.893     | Jean-Luc Adam             | Jean-Luc Adam             | Frankreich             | Frankreich             | 0.255.623        |
| 59 | 001.000       | Tag Team No-Limit Hold’em                                               | 31. Okt. 2021 | 00.641     | Samy Dighlawi             | Mike Ruter                | Vereinigte Staaten     | Vereinigte Staaten     | 0.113.366        |
| 60 | 050.000       | Poker Players Championship 6-Handed                                     | 31. Okt. 2021 | 00.063     | Daniel Cates              | Daniel Cates              | Vereinigte Staaten     | Vereinigte Staaten     | 0.954.020        |
| 61 | 000.600       | Deepstack Championship No-Limit Hold’em                                 | 1. Nov. 2021  | 03.923     | Cole Ferraro              | Cole Ferraro              | Vereinigte Staaten     | Vereinigte Staaten     | 0.252.491        |
| 62 | 001.500       | Pot-Limit Omaha Hi-Lo 8 or Better (8-Handed)                            | 1. Nov. 2021  | 00.725     | Kevin Gerhart (4)         | Kevin Gerhart (4)         | Vereinigte Staaten     | Vereinigte Staaten     | 0.186.789        |
| 63 | 000.500       | Salute to Warriors – No-Limit Hold’em                                   | 2. Nov. 2021  | 01.738     | Eric Zhang                | Eric Zhang                | Vereinigte Staaten     | Vereinigte Staaten     | 0.102.465        |
| 64 | 005.000       | Mixed No-Limit Hold’em; Pot-Limit Omaha (8-Handed)                      | 2. Nov. 2021  | 00.579     | Eelis Pärssinen           | Eelis Pärssinen           | Finnland               | Finnland               | 0.545.638        |
| 65 | 001.000       | Mini Main Event No-Limit Hold’em (freezeout)                            | 3. Nov. 2021  | 03.823     | Georgios Sotiropoulos (3) | Georgios Sotiropoulos (3) | Griechenland           | Griechenland           | 0.432.575        |
| 66 | 010.000       | Pot-Limit Omaha Hi-Lo 8 or Better Championship (8-Handed)               | 3. Nov. 2021  | 00.208     | Josh Arieh (4)            | Josh Arieh (4)            | Vereinigte Staaten     | Vereinigte Staaten     | 0.484.791        |
| 67 | 010.000       | Main Event No-Limit Hold’em World Championship                          | 4. Nov. 2021  | 06.650     | Koray Aldemir             | Koray Aldemir             | Deutschland            | Deutschland            | 8.000.000        |
| 68 | 001.111       | Little One for One Drop No-Limit Hold’em                                | 8. Nov. 2021  | 03.797     | Scott Ball (2)            | Scott Ball (2)            | Vereinigte Staaten     | Vereinigte Staaten     | 0.396.445        |
| 69 | 001.500       | Seven Card Stud Hi-Lo 8 or Better                                       | 10. Nov. 2021 | 00.372     | Jermaine Reid             | Jermaine Reid             | Vereinigte Staaten     | Vereinigte Staaten     | 0.113.459        |
| 70 | 000.888       | Crazy Eights No-Limit Hold’em 8-Handed                                  | 11. Nov. 2021 | 05.252     | David Moses               | David Moses               | Vereinigte Staaten     | Vereinigte Staaten     | 0.888.888        |
| 71 | 001.500       | Bounty Pot-Limit Omaha 8-Handed                                         | 11. Nov. 2021 | 00.860     | Mourad Amokrane           | Mourad Amokrane           | Frankreich             | Frankreich             | 0.132.844        |
| 72 | 001.500       | Mixed No-Limit Hold’em; Pot-Limit Omaha (8-Handed)                      | 12. Nov. 2021 | 00.846     | Motoyoshi Okamura         | Motoyoshi Okamura         | Japan                  | Japan                  | 0.209.716        |
| 73 | 010.000       | Seven Card Stud Hi-Lo 8 or Better Championship                          | 13. Nov. 2021 | 00.144     | Brian Hastings (5)        | Brian Hastings (5)        | Vereinigte Staaten     | Vereinigte Staaten     | 0.352.958        |
| 74 | 002.500       | Mixed Big Bet Event                                                     | 14. Nov. 2021 | 00.212     | Denis Strebkow (2)        | Denis Strebkow (2)        | Russland               | Russland               | 0.117.898        |
| 75 | 001.500       | Freezeout No-Limit Hold’em                                              | 15. Nov. 2021 | 01.191     | Chad Himmelspach          | Chad Himmelspach          | Vereinigte Staaten     | Vereinigte Staaten     | 0.270.877        |
| 76 | 010.000       | Super Turbo Bounty No-Limit Hold’em (freezeout)                         | 15. Nov. 2021 | 00.307     | Romain Lewis              | Romain Lewis              | Frankreich             | Frankreich             | 0.463.885        |
| 77 | 001.500       | Fifty Stack No-Limit Hold’em                                            | 16. Nov. 2021 | 01.501     | Paulo Joanello            | Paulo Joanello            | Brasilien              | Brasilien              | 0.321.917        |
| 78 | 010.000       | Razz Championship                                                       | 16. Nov. 2021 | 00.109     | Benny Glaser (4)          | Benny Glaser (4)          | Vereinigtes Konigreich | Vereinigtes Konigreich | 0.274.693        |
| 79 | 001.979       | Poker Hall of Fame Bounty No-Limit Hold’em (freezeout)                  | 17. Nov. 2021 | 00.468     | Ole Schemion              | Ole Schemion              | Deutschland            | Deutschland            | 0.172.499        |
| 80 | 003.000       | 6-Handed Pot-Limit Omaha                                                | 17. Nov. 2021 | 00.496     | Robert Cowen              | Robert Cowen              | Vereinigte Staaten     | Vereinigte Staaten     | 0.280.916        |
| 81 | 000.800       | No-Limit Hold’em Deepstack                                              | 18. Nov. 2021 | 01.921     | Jason Wheeler             | Jason Wheeler             | Vereinigte Staaten     | Vereinigte Staaten     | 0.202.274        |
| 82 | 250.000       | Super High Roller No-Limit Hold’em                                      | 18. Nov. 2021 | 00.033     | Adrián Mateos (4)         | Adrián Mateos (4)         | Spanien                | Spanien                | 3.265.362        |
| 83 | 001.500       | The Closer – No-Limit Hold’em                                           | 19. Nov. 2021 | 01.903     | Leo Margets               | Leo Margets               | Spanien                | Spanien                | 0.376.850        |
| 84 | 050.000       | High Roller Pot-Limit Omaha                                             | 19. Nov. 2021 | 00.085     | Jeremy Ausmus (3)         | Jeremy Ausmus (3)         | Vereinigte Staaten     | Vereinigte Staaten     | 1.188.918        |
| 85 | 050.000       | High Roller No-Limit Hold’em                                            | 20. Nov. 2021 | 00.113     | Mikita Badsjakouski       | Mikita Badsjakouski       | Belarus                | Belarus                | 1.462.043        |
| 86 | 001.000       | Super Turbo No-Limit Hold’em                                            | 21. Nov. 2021 | 01.025     | Michael McCauley          | Michael McCauley          | Vereinigte Staaten     | Vereinigte Staaten     | 0.161.384        |
| 87 | 100.000       | High Roller No-Limit Hold’em                                            | 21. Nov. 2021 | 00.064     | Michael Addamo (4)        | Michael Addamo (4)        | Australien             | Australien             | 1.958.569        |
| 88 | 005.000       | 8-Handed No-Limit Hold’em                                               | 22. Nov. 2021 | 00.531     | Boris Kolew               | Boris Kolew               | Bulgarien              | Bulgarien              | 0.511.184        |

### Main Event

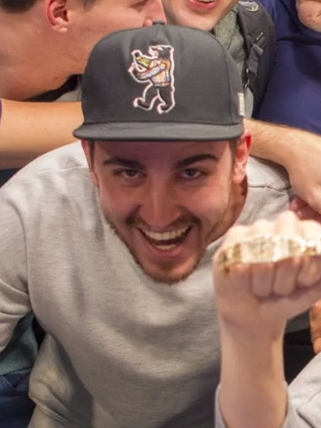
Koray Aldemir (2017)

Das Main Event wurde vom 4. bis 17. November 2021 gespielt. In der finalen Hand gewann Aldemir mit 10♦ 7♦ gegen Holmes mit K♣ Q♠.
| Platz | Herkunft               | Spieler          | Alter * | Preisgeld (in $) |
| ----- | ---------------------- | ---------------- | ------- | ---------------- |
| 1     | Deutschland            | Koray Aldemir    | 31      | 8.000.000        |
| 2     | Vereinigte Staaten     | George Holmes    | 49      | 4.300.000        |
| 3     | Vereinigtes Konigreich | Jack Oliver      | 26      | 3.000.000        |
| 4     | Vereinigte Staaten     | Joshua Remitio   | 27      | 2.300.000        |
| 5     | Turkei                 | Özgür Seçilmiş   | 37      | 1.800.000        |
| 6     | Vereinigte Staaten     | Hye Park         | 38      | 1.400.000        |
| 7     | Argentinien            | Alejandro Lococo | 29      | 1.225.000        |
| 8     | Vereinigtes Konigreich | Jareth East      | 31      | 1.100.000        |
| 9     | Vereinigte Staaten     | Chase Bianchi    | 34      | 1.000.000        |

### Onlineturniere
Im Falle eines mehrfachen Braceletgewinners gibt die Zahl hinter dem Spielernamen an, das wievielte Bracelet in diesem Turnier gewonnen wurde.
| #  | Buy-in (in $) | Turnier                                         | Turnierbeginn | Teilnehmer | Sieger            | Herkunft           | Preisgeld (in $) |
| -- | ------------- | ----------------------------------------------- | ------------- | ---------- | ----------------- | ------------------ | ---------------- |
| 1  | 5300          | WSOP.com No-Limit Hold’em Freezeout             | 3. Okt. 2021  | 0156       | Martin Zamani (2) | Vereinigte Staaten | 210.600          |
| 2  | 0500          | WSOP.com No-Limit Hold’em Big 500               | 3. Okt. 2021  | 0742       | Mark Herm (2)     | Vereinigte Staaten | 089.356          |
| 3  | 0400          | WSOP.com No-Limit Hold’em Ultra Deepstack       | 10. Okt. 2021 | 1023       | Pete Chen         | Taiwan             | 082.559          |
| 4  | 0888          | WSOP.com Pot Limit Omaha Crazy 8’s 8-Handed     | 17. Okt. 2021 | 0295       | Ryan Stoker       | Vereinigte Staaten | 095.338          |
| 5  | 1000          | WSOP.com No-Limit Hold’em Championship          | 24. Okt. 2021 | 0854       | Kazuki Ikeuchi    | Japan              | 152.798          |
| 6  | 0666          | WSOP.com No-Limit Hold’em                       | 31. Okt. 2021 | 1029       | John Ripnick      | Vereinigte Staaten | 114.898          |
| 7  | 3200          | WSOP.com No-Limit Hold’em High Roller 8-Handed  | 7. Nov. 2021  | 0434       | Jacob Neff        | Vereinigte Staaten | 318.889          |
| 8  | 7777          | WSOP.com No-Limit Hold’em Lucky 7’s High Roller | 14. Nov. 2021 | 0230       | Aleksejs Ponakovs | Lettland           | 432.491          |
| 9  | 0777          | WSOP.com No-Limit Hold’em Lucky 7’s             | 14. Nov. 2021 | 1122       | Julijan Kolew     | Bulgarien          | 146.162          |
| 10 | 1000          | WSOP.com PA No-Limit Hold’em Mini Main Event    | 21. Nov. 2021 | 0171       | David Eldridge    | Vereinigte Staaten | 041.553          |
| 11 | 1000          | WSOP.com No-Limit Hold’em Mini Main Event       | 21. Nov. 2021 | 0774       | Daniel Turner     | Vereinigte Staaten | 142.663          |

## Player of the Year

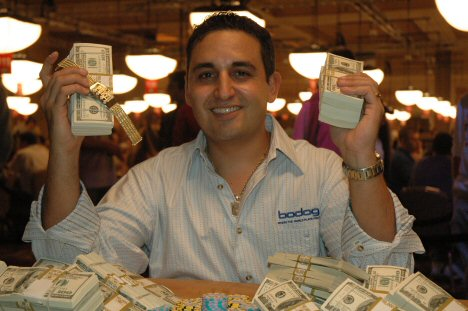
Josh Arieh war zweimal siegreich und erhielt sein drittes und viertes Bracelet sowie erstmals die Auszeichnung als Spieler des Jahres

Die Auszeichnung als Player of the Year erhielt der Spieler, der über alle Turniere hinweg die meisten Punkte sammelte. Dazu zählten auch die 11 online ausgespielten Turniere, jedoch nicht wie in den Vorjahren die Events der World Series of Poker Europe. Von der Wertung waren nicht für alle Spieler zugängliche Turniere ausgenommen, dies betraf das Casino Employees, das Seniors und Super Seniors, die Ladies Championship sowie das Tag-Team-Event. Sieger Josh Arieh gewann zwei Bracelets, erreichte insgesamt sieben Finaltische und zwölfmal die Geldränge, womit er sich Preisgelder von knapp 1,2 Millionen US-Dollar sicherte.
| Platz | Herkunft           | Spieler         | Punkte  |
| ----- | ------------------ | --------------- | ------- |
| 1     | Vereinigte Staaten | Josh Arieh      | 4194,59 |
| 2     | Vereinigte Staaten | Phil Hellmuth   | 3720,01 |
| 3     | Kanada             | Daniel Negreanu | 3531,03 |
| 4     | Vereinigte Staaten | Ben Yu          | 3345,92 |
| 5     | Vereinigte Staaten | Jeremy Ausmus   | 3272,57 |
| 6     | Vereinigte Staaten | Shaun Deeb      | 3119,45 |
| 7     | Vereinigte Staaten | Ryan Leng       | 3042,21 |
| 8     | Vereinigte Staaten | Dylan Linde     | 2976,62 |
| 9     | Deutschland        | Koray Aldemir   | 2911,73 |
| 10    | Vereinigte Staaten | Scott Ball      | 2907,94 |

## Expansionen
Vom 1. Juli bis 12. September 2021 fand die zweite Austragung der World Series of Poker Online mit 74 Turnieren statt. Zwischen dem 19. November und 8. Dezember 2021 wurden im King’s Resort im tschechischen Rozvadov bei der World Series of Poker Europe 15 Bracelets ausgespielt.